# Cercopitec daurat
El cercopitec daurat (Cercopithecus mitis kandti) és una subespècie de cercopitec blau. És endèmic d'una petita regió al voltant dels volcans Virunga, a la República Democràtica del Congo, Uganda i Ruanda, on també viuen els goril·les de muntanya, entre altres animals. Hi ha científics que el reconeixen com a espècie a part.